# Narnhac
Narnhac település Franciaországban, Cantal megyében. Lakosainak száma 68 fő (2022. január 1.). Narnhac Thérondels, Malbo és Saint-Martin-sous-Vigouroux községekkel határos.

## Népesség
A település népességének változása:
| Lakosok száma | 184  | 128  | 118  | 83   | 74   | 75   | 72   | 68   | 68   | 68   |
|               | 1968 | 1982 | 1990 | 2006 | 2013 | 2015 | 2017 | 2019 | 2020 | 2022 |